# Сирецьке
Сирецьке (рос. Сырецкое) — присілок у Волховському районі Ленінградської області Російської Федерації.
Населення становить 11 осіб. Належить до муніципального утворення Хваловське сільське поселення.

## Історія
Згідно із законом № 56-оз від 6 вересня 2004 року належить до муніципального утворення Хваловське сільське поселення.

## Населення
| 1838 | 1862 | 1885 | 1997 | 2007 | 2010 | 2017 |
| ---- | ---- | ---- | ---- | ---- | ---- | ---- |
| 153  | ↗197 | ↗263 | ↘9   | ↗15  | ↗18  | ↘11  |